# Provincia del Sėlėngė
La provincia del Sėlėngė (in mongolo ᠰᠡᠯᠡᠩᠭᠡᠠᠶᠢᠮᠠᠭ; Сэлэнгэ аймаг?) è una suddivisione della Mongolia che confina a nord con la Russia, ad est con la provincia del Tôv e ad ovest con quella di Bulgan.
Il capoluogo è Sùhbaatar, che si trova alla confluenza dei fiumi Orhon e del Selenge, e conta più o meno 13 500 abitanti. La città, situata poco distante dal confine con la Russia, ospita un'importante centrale termoelettrica e qualche piccola industria alimentare (maggiormente di prodotti provenienti dalla pastorizia), tessile (principalmente tappeti) e del legno.
Il territorio è relativamente fertile al nord, grazie al corso del fiume Selenge e dell'affluente Orhon, ma sempre più arido e stepposo man mano che si va a sud. La regione ha consistenti quantità di risorse del sottosuolo (quali oro e carbone), ma la popolazione è in gran parte dedita alle attività di pastorizia.
Nella provincia, nel sum di Baruunbùrėn, si trova il monastero di Amarbajasgalant, il secondo per importanza della Mongolia, oltre ad essere quello conservato in modo migliore.

## Geografia antropica

### Suddivisioni amministrative
La provincia del Sėlėngė è suddivisa nei seguenti distretti (sum):
| Sum                                  | Mongolo              | Pop. (2000)  | Pop. (2002)  | Pop. (2004)  | Pop. (2006)  | Pop. (2008)  | Area (km²)    | Densità (ab./km²) |
| ------------------------------------ | -------------------- | ------------ | ------------ | ------------ | ------------ | ------------ | ------------- | ----------------- |
| Distretto di Altanbulag* Sùhbaatar** | Алтанбулаг Сүхбаатар | 3.489 22.374 | 4.003 21.076 | 3.783 20.025 | 4.255 19.916 | 4.545 19.626 | 2100,30 45,35 | 2,16 432,77       |
| Distretto di Bajangol                | Баянгол              | 5.391        | 5.015        | 4.264        | 4.512        | 5.028        | 1976,28       | 2,54              |
| Distretto di Baruunbùrėn             | Баруунбүрэн          | 2.939        | 2.430        | 2.430        | 2.378        | 2.702        | 2814,54       | 0,96              |
| Distretto di Cagaannuur              | Цагааннуур           | 4.153        | 4.221        | 3.919        | 4.005        | 4.257        | 3814,72       | 1,12              |
| Distretto di Erôô                    | Ерөө                 | 6.077        | 5.677        | 5.531        | 5.630        | 5.792        | 8203,51       | 0,71              |
| Distretto di Hùdėr                   | Хүдэр                | 1.799        | 1.772        | 1.838        | 1.936        | 2.078        | 2838,65       | 0,73              |
| Distretto di Hušaat                  | Хушаат               | 1.406        | 1.679        | 1.946        | 1.654        | 1.585        | 2010,15       | 0,79              |
| Distretto di Mandal                  | Мандал               | 23.964       | 22.645       | 22.864       | 22.975       | 23.646       | 4843,73       | 4,88              |
| Distretto di Orhon                   | Орхон                | 2.817        | 2.467        | 2.106        | 2.006        | 2.165        | 1306,27       | 1,66              |
| Distretto di Orhontuul               | Орхонтуул            | 3.760        | 4.016        | 3.398        | 3.248        | 2.952        | 2940,83       | 1,00              |
| Distretto di Sajhan                  | Сайхан               | 8.737        | 8.795        | 8.282        | 8.100        | 8.285        | 1311,87       | 6,32              |
| Distretto di Sant                    | Сант                 | 2.062        | 2.050        | 2.033        | 2.054        | 2.056        | 1387,06       | 1,48              |
| Distretto di Šaamar                  | Шаамар               | 4.809        | 4.157        | 3.783        | 3.944        | 4.158        | 671,91        | 6,19              |
| Distretto di Tùšig                   | Түшиг                | 1.899        | 1.725        | 1.608        | 1.552        | 1.420        | 2492,82       | 0,57              |
| Distretto di Žavhlant                | Жавхлант             | 1.767        | 1.921        | 1.838        | 1.704        | 1.827        | 1189,70       | 1,54              |
| Distretto di Zùùnbùrėn               | Зүүнбүрэн            | 2.507        | 2.226        | 2.373        | 2.201        | 2.468        | 1204,94       | 2,05              |

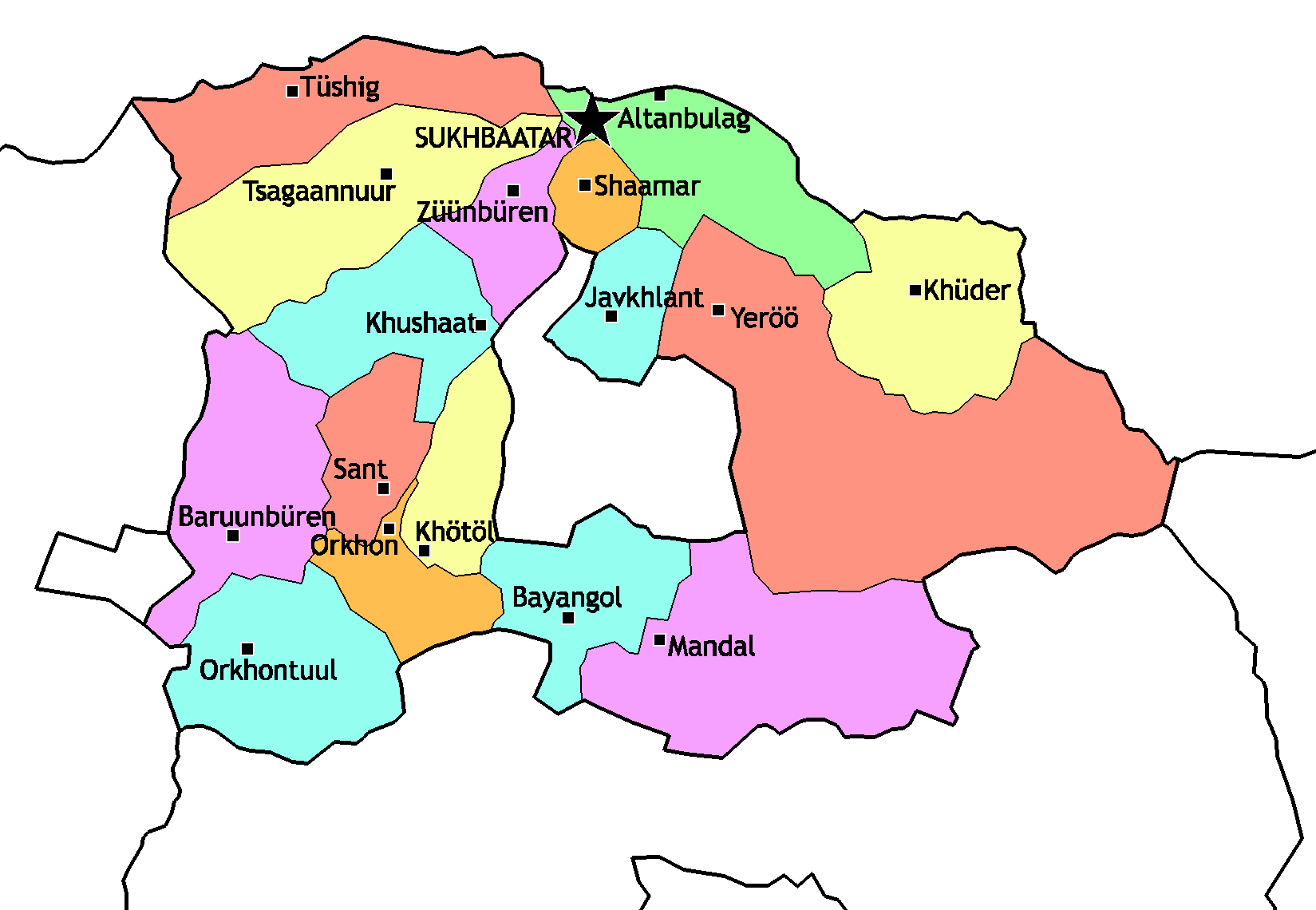
I sum della provincia del Sėlėngė (nella traslitterazione anglosassone)

(*) - Esclusa la città di Sùhbaatar, capoluogo della provincia.
(**) - Il capoluogo.